# 新宿通り

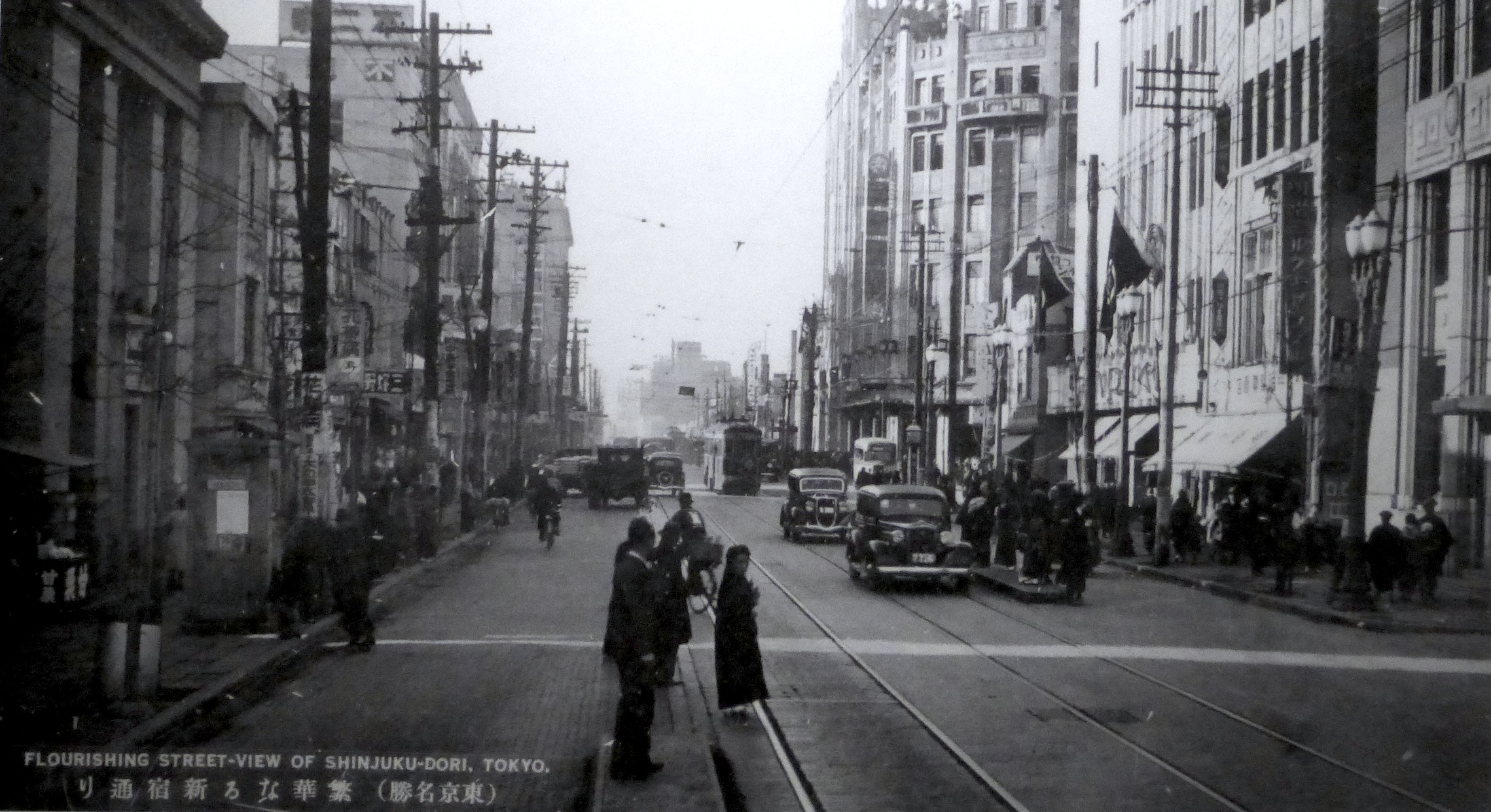
新宿通り、1933年頃

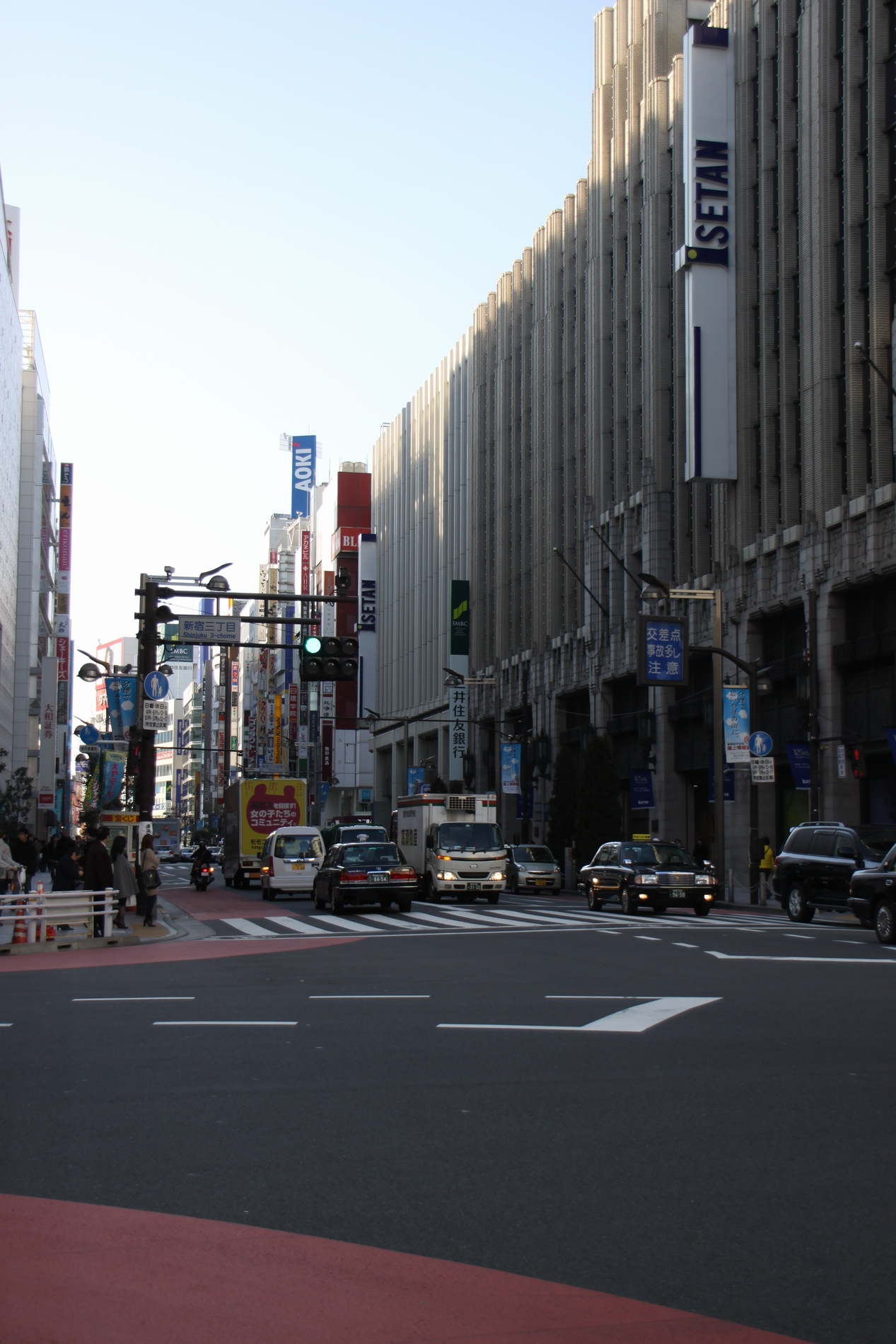
新宿3丁目交差点（右側は伊勢丹新宿店）

新宿通り（しんじゅくどおり）とは、東京都千代田区麹町一丁目から新宿区歌舞伎町一丁目に至る道路の通称である（東京都通称道路名設定公告整理番号 14）。

## 概要
皇居西側の半蔵門から西に進み、日本有数のターミナル駅である新宿駅に至る道路である。四谷見附交差点付近から新宿駅東口付近までの区間では東京メトロ丸ノ内線が地下を走る。新宿2丁目交差点から西は日本有数の繁華街新宿の目抜き通りであり、日曜・休日の午後に歩行者天国が実施されている。

### 路線データ
- 起点 東京都千代田区麹町一丁目（国道20号・東京都道401号麹町竹平線=内堀通り交点：半蔵門交差点）
- 終点 新宿区歌舞伎町一丁目（東京都道4号東京所沢線（東京都道5号新宿青梅線重用）・東京都道430号新宿停車場前線=青梅街道・靖国通り交点：新宿大ガード東交差点）
- 総延長 : 約4.5 km[3]

### 正式路線名
- 国道20号 : 半蔵門交差点 - 四谷4丁目交差点間[4]
- 新宿区特別区道41-900 : 四谷4丁目交差点 - 新宿2丁目交差点間
- 新宿区特別区道41-800 : 新宿2丁目交差点 - 新宿3丁目交差点間
- 新宿区特別区道11-700 : 新宿3丁目交差点 - 新宿駅東口交差点間[5]
- 東京都道430号新宿停車場前線 : 新宿駅東口交差点 - 新宿大ガード東交差点[4]

### 都市計画道路名
- 東京都市計画道路放射第5号線 : 半蔵門交差点 - 四谷四丁目交差点[6]
- 東京都市計画道路幹線街路補助線街路第66号線 : 四谷四丁目交差点 - 新宿大ガード東交差点[7]

## 歴史

四谷大木戸跡碑

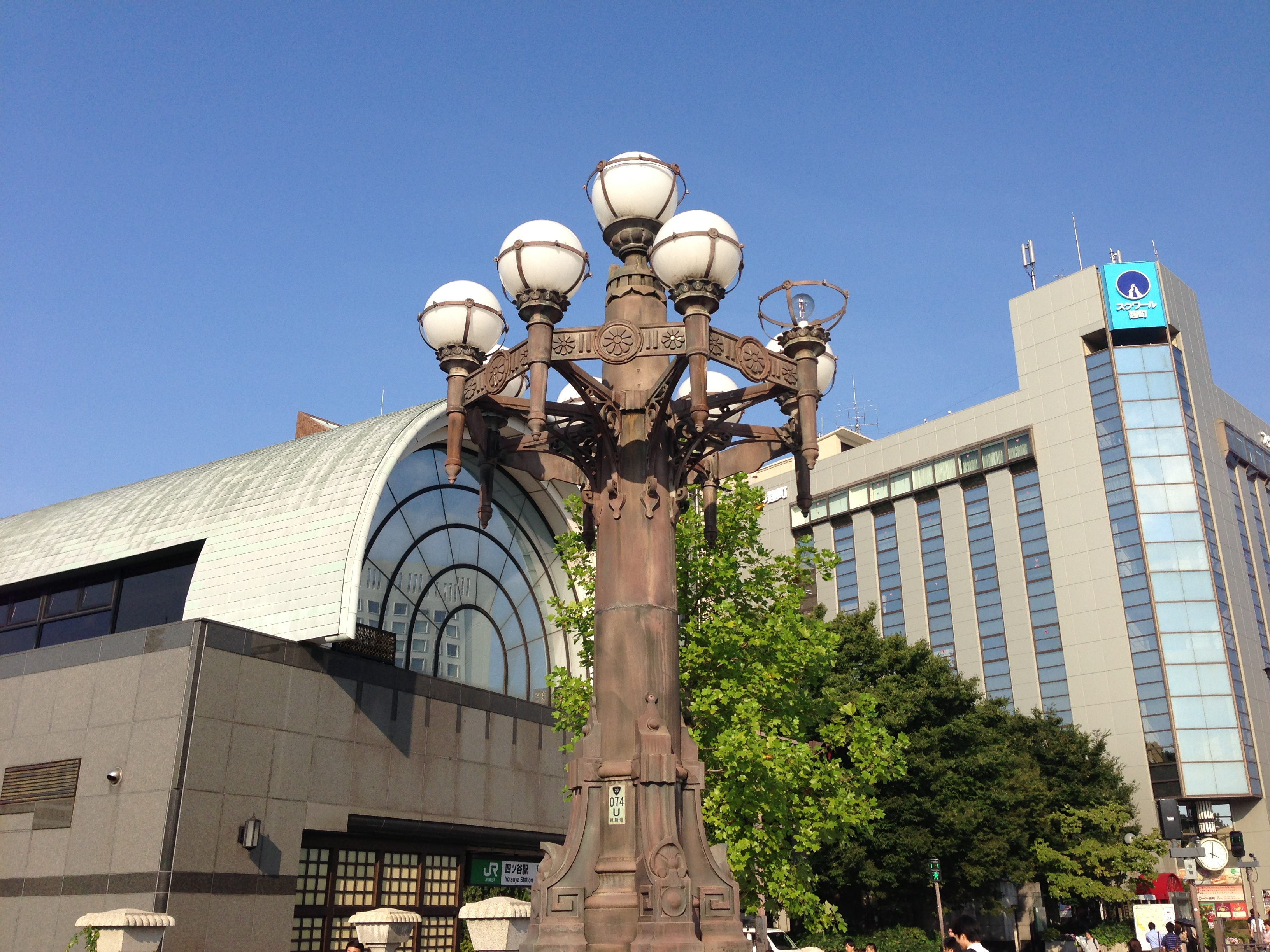
四谷見附橋の橋灯。1913年竣工の旧橋のものが1991年の架け替え後にも再使用されている。

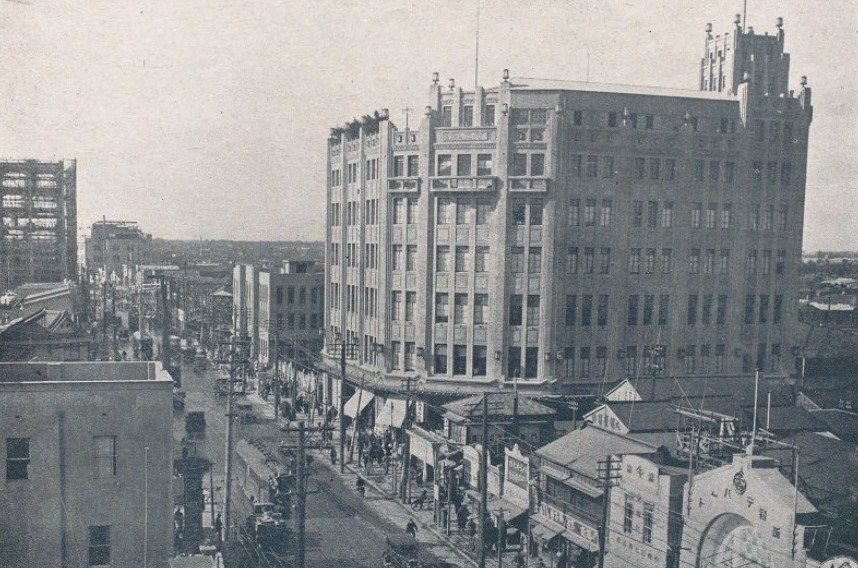
昭和初期の新宿通り

半蔵門交差点から新宿3丁目交差点（新宿追分）までは五街道の1つである甲州街道、新宿3丁目交差点から終点の新宿大ガード東交差点まではかつての青梅街道である。通りの名称に採用された「新宿」の地名は、甲州街道と青梅街道の分岐点（追分）に置かれた宿場「内藤新宿」に由来する。現在の四谷4丁目交差点には四谷大木戸が置かれ、甲州街道を通って江戸に入る人や荷物の監視を行った。江戸時代前期には既に江戸城に近い四谷大木戸まで家屋が立ち並んでおり、江戸時代後期には新宿追分を越えて青梅街道の淀橋付近まで町場が続くようになった。
明治に入っても甲州街道と青梅街道は帝都と地方を結ぶ重要な道路と位置づけられ、甲州街道は国道、青梅街道は仮定県道の指定を受け、道路の修繕には地方税から支弁された。1885年（明治18年）3月1日には日本鉄道品川 - 赤羽間（現在の山手線・埼京線）の開通に伴い南豊島郡淀橋村に新宿駅が開設され、1889年（明治22年）には甲武鉄道（現在の中央本線）も開業、以降新宿の町は徐々に発展を遂げていく。
1888年（明治21年）、現在の都市計画に当たる市区改正について定めた東京市区改正条例が公布され、翌1889年（明治22年）に具体化な計画内容を策定するために制定された「市区改正設計」の中で「第六 半蔵門外ヨリ麹町（中略）及四ツ谷通リヲ経テ青梅街道新宿停車場ニ至ルノ路線」が第二等道路に指定される。これは現在の新宿通りと同一の経路であり、これ以降現在の新宿通りは東京の都市計画において幹線道路として道路整備が進められていくことになる。1889年（明治22年）5月1日、市制・町村制が施行され、現在の新宿通りは東京市麹町区・四谷区、南豊島郡内藤新宿町・淀橋町に属した。
1903年（明治36年）12月29日、東京市街鉄道株式会社が半蔵門 - 新宿（追分）間の道路上に路面電車（後の都電12系統・13系統）を開業。軌道開設の特許の条件として、幅員の不足する箇所については同社によって道路の拡幅を行うべきことが定められた。1910年（明治43年）には、江戸城外濠と甲武鉄道を跨ぐ重要橋梁でありながら江戸時代以来「コ」の字型で交通の障害となっていた四谷見附橋が架け替えられることになり、1913年（大正2年）に竣工した。
1920年（大正9年）4月1日に旧道路法が施行され、かつての甲州街道は国道8号の、青梅街道は東京府府県道第2号東京青梅線の認定を受けた。また、この同じ日に豊多摩郡内藤新宿町は東京市に編入され、四谷区の一部となった。1923年（大正12年）9月1日に発生した関東大震災を契機として東京の市街地が西の郊外に拡大、またこれと前後して省線電車（山手線、中央線）に加え京王線（1915年（大正4年）新宿延伸）、西武軌道荻窪線（後の都電14系統）、1921年（大正10年）開業）、小田急線（1927年（昭和2年）開業）が新宿駅をターミナル駅としたことから、新宿は商業集積地として飛躍を遂げることになる。
三越新宿店（1929年（昭和4年））、伊勢丹新宿本店（1933年（昭和8年））などの百貨店や映画館などが通り沿いに出店、「新宿大通り」は繁華街新宿の目抜き通りとして大いに賑わいを見せるようになる。また、1932年（昭和7年）10月1日には、都市化の進展に伴い新宿駅の所在する豊多摩郡淀橋町が東京市に編入されて淀橋区の一部となり、現在の新宿通りは全線が東京市に属することになった。
第二次世界大戦では通り沿いも大きな被害を受けたが、戦後も引き続き新宿駅をターミナルとする各線沿線の宅地開発が進んだことから、新宿の街は商業地として急速に復興を遂げ、1948年（昭和23年）には丸井が出店するなど、現在の新宿通りは目抜き通りとしての地位を確実なものとした。
1947年（昭和22年）、従来の東京35区が東京22区に再編され、現在の新宿通りは千代田区と新宿区に属することになった。1948年（昭和23年）には、都電の新宿3丁目から新宿駅に至る区間が、新たに建設された御苑大通りを北進し靖国通りを西に進む経路に変更され、軌道の撤去された新宿2丁目から新宿駅東口までの区間では中央分離帯としてグリーンベルトが設置された（丸ノ内線建設のため1957年（昭和32年）撤去）。1952年（昭和27年）には現行道路法が施行され、以前の国道8号は一級国道20号に改められ、新宿三丁目から現在の西新宿一丁目までの区間は幾度かの変遷を経て、1965年（昭和40年）に東京都道430号新宿停車場前線の認定を受ける。
1957年（昭和32年）には四谷見附 - 新宿駅東口間の地下に営団丸ノ内線の建設が始まり、1959年（昭和34年）3月15日に開業、同時に新宿三丁目から新宿駅の間に地下道「メトロプロムナード」が開設された。1962年（昭和37年）には、2年後の1964年東京オリンピック開催を前に東京都が都内の主要道路に通称名をつけることとなり、千代田区麹町一丁目から新宿区歌舞伎町一丁目に至る区間の道路に「新宿通り」という通称名が付けられた。東京オリンピックでは男子マラソンが国立競技場をスタートし四谷四丁目から新宿通り、甲州街道を走り調布市飛田給で折り返すコースで行われることとなったため、コースに含まれる新宿通りの四谷四丁目 - 新宿三丁目間が「オリンピック関連街路」として整備された。
高度経済成長期を迎え自動車交通量の増大に伴い、東京都内の都電が交通を阻害しているとの声が高まり、速度低下により都電の利用者が減少していたことから、昭和40年代から都電の撤去が進められることとなり、1970年（昭和45年）1月27日、新宿通りを走る12系統・13系統が廃止され、軌道が撤去された。
1991年（平成3年）12月21日に新宿通りの南側を並行する形で国道20号新宿御苑トンネルが開通したことに伴い、1993年（平成5年）3月31日に四谷四丁目 - 新宿三丁目間が東京都道430号新宿停車場前線に降格した。2003年（平成15年）3月31日には四谷四丁目 - 新宿駅東口間が新宿区道に降格し、新宿通りは終点の約100メートルを除いて東京都道430号新宿停車場前線から外れることになった。

## 路線状況
新宿通りは武蔵野台地の一部を構成する淀橋台地の尾根筋を通っており、北側には傾斜の急な坂、南側にはゆるやかな坂が所在する。
起点の半蔵門交差点は内堀通りとの丁字路で、半蔵門交差点からは緩やかに屈曲を繰り返しながら西へ進行する。四谷4丁目交差点では直進が御苑トンネル、新宿通りは斜め方向へ右折することになる。その後は西北西へ直進しながら新宿の街を通過し、新宿駅東口前で右へ屈曲し、わずかに北へ進んだ新宿大ガード東交差点で東京都道4号東京所沢線（靖国通り）と交わり、ここで終点となる。
各区間の詳細は以下の通り。

### 半蔵門交差点 - 四谷見附交差点

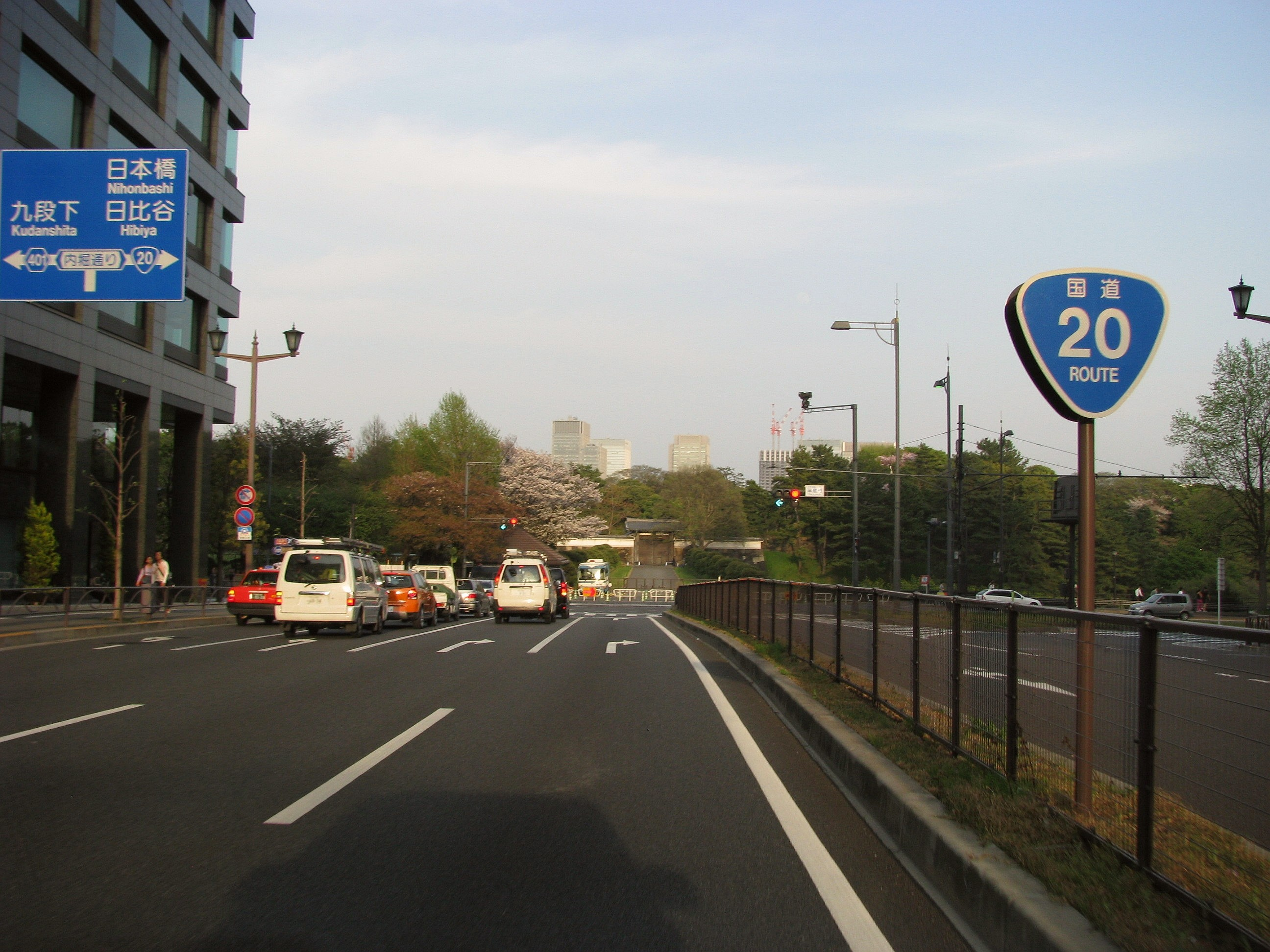
半蔵門交差点。正面が皇居半蔵門、左右に内堀通りが走る。

この区間は国道20号であり、かつての甲州街道を踏襲している。半蔵門交差点では皇居半蔵門を背にして内堀通りから分かれる。交差点南西にはTOKYO FM本社がある。半蔵門交差点 - 四ツ谷見附交差点間は千代田区が独自に麹町大通りという俗称名を設定しており、沿線では両方の通称を併記する例も見られる。この区間の直下に地下鉄は通っていないが、通りを交差する形で東京メトロ半蔵門線半蔵門駅と東京メトロ有楽町線麹町駅がある。この区間は中層のオフィスビルが通りに面し、その裏手には議員宿舎等の住宅地が広がっている。
半蔵門交差点近くの南側には警視庁麹町警察署、四谷見附交差点手前の南側には聖イグナチオ教会と上智大学がある。四谷見附橋でかつての江戸城外濠に敷設されたJR中央線をオーバーパスし、外堀通りとの交点である四谷見附交差点に至る。四谷見附橋の下にはJR四ツ谷駅があり、南側には外濠で地上に出る東京メトロ丸ノ内線四ツ谷駅が見える。外堀通りの地下には東京メトロ南北線の四ツ谷駅もある。

### 四谷見附交差点 - 新宿3丁目交差点
この区間もかつての甲州街道に当たる。以前は全区間が国道20号に指定されていたが、四谷4丁目交差点 - 新宿3丁目交差点間は、1991年（平成3年）に新宿通りの南側に並行して新宿御苑トンネルが開通したことから、東京都道430号新宿停車場前線に降格、その後さらに新宿区道となった。四谷見附より西では、新宿通りの地下を東京メトロ丸ノ内線が走り、四谷三丁目駅、新宿御苑前駅、新宿三丁目駅が置かれてれている。外苑東通りと交差する四谷3丁目交差点にある四谷消防署には消防博物館が併設されており、四谷4丁目交差点手前には駐日韓国大使館 韓国文化院がある。
四谷4丁目交差点は、現在は新宿通り、甲州街道（新宿御苑トンネル）、外苑東通りの交差する五叉路であるが、江戸時代には甲州街道を通って江戸に出入りする人や荷物を監視する四谷大木戸があった。交差点近くの四谷区民センター前に四谷大木戸門跡の碑が立っている。新宿御苑は、四谷4丁目交差点から新宿二丁目交差点にかけて、新宿通りの少し南側に広がっている。
新宿2丁目交差点では明治通りのバイパスである御苑大通りと呼ばれる道路と交差する。この道路は新宿6丁目交差点 - 新宿御苑間が戦後東京都市計画道路幹線街路環状第5ノ1号線として整備された。新宿御苑より南側の区間は長らく未整備であったところ、新宿御苑の地下を2層式のトンネルで通過することに決まり、2010年度末着工し2016年度に開通予定である。新宿3丁目交差点は甲州街道と青梅街道が分かれるかつての新宿追分であり、甲州街道が南に移った現在でも地上では新宿通りと明治通りが交差し、地下では新宿三丁目駅において東京メトロ丸ノ内線・東京メトロ副都心線・都営地下鉄新宿線の3線が接続する、交通の要衝である。

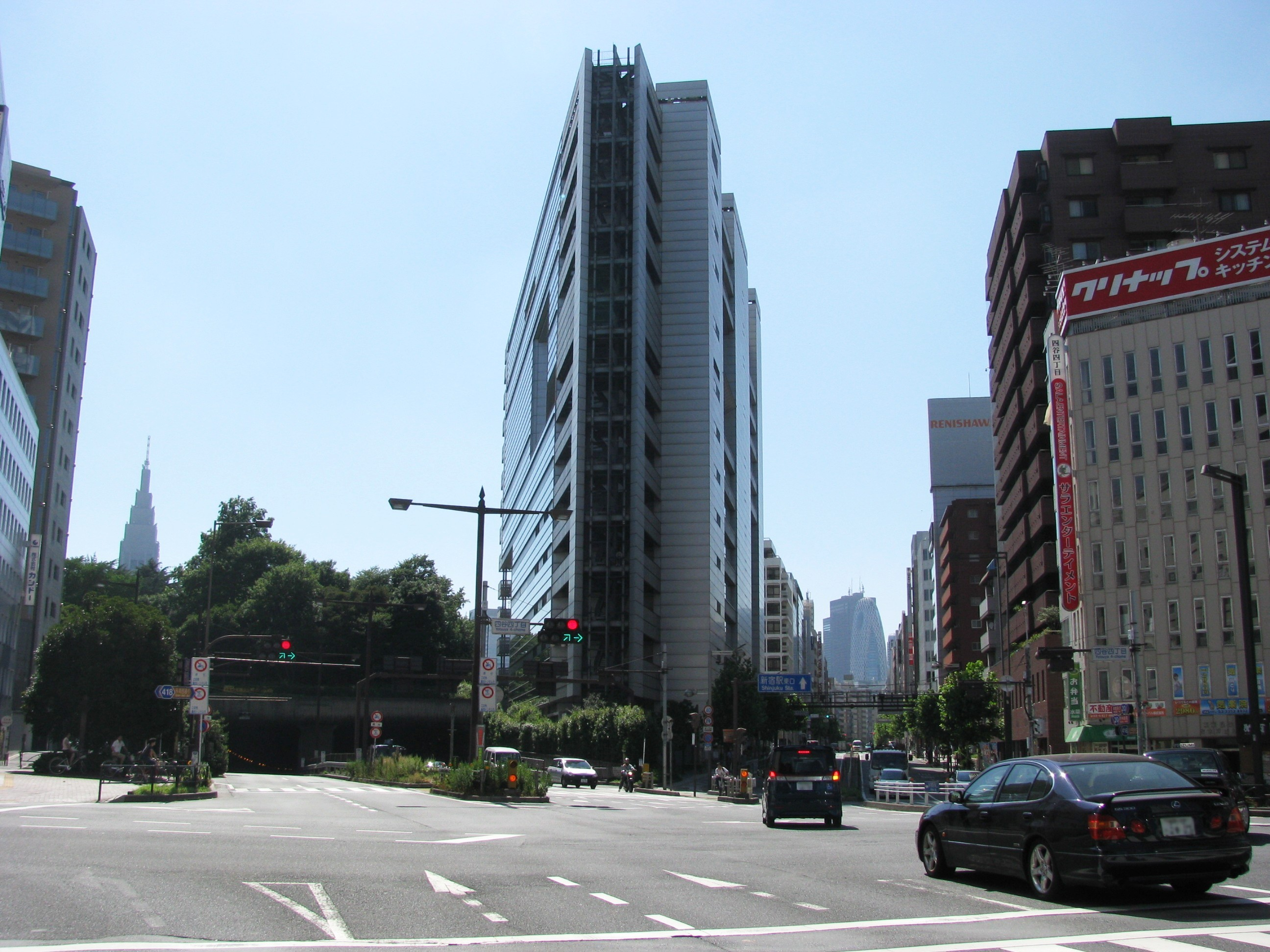
四谷4丁目交差点、右手が新宿駅に向かう新宿通り、左手が新宿御苑トンネル、左右に外苑西通りが走る

### 新宿3丁目交差点 - 新宿大ガード東交差点

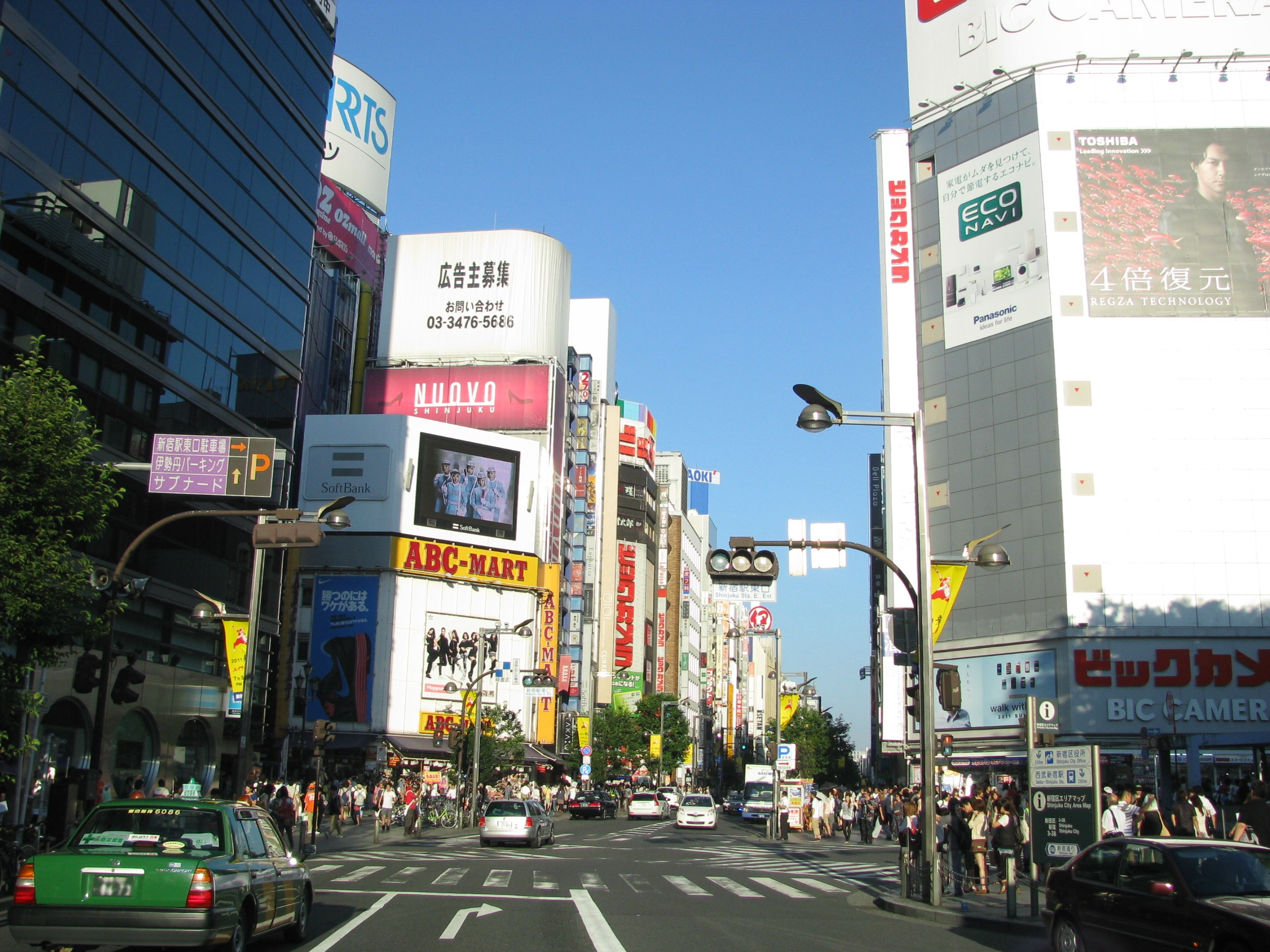
新宿駅東口交差点から新宿3丁目方面を望む。

新宿3丁目交差点（新宿追分）でかつての甲州街道は南に分かれ、ここからは青梅街道となる。この区間は新宿繁華街の中心部を貫く目抜き通りであり、休日は歩行者天国となる。大型の商業施設としては、新宿3丁目交差点周辺には複数の新宿マルイの店舗があり（マルイアネックス・マルイワン・新宿マルイ本館）、交差点の北西には伊勢丹新宿本店が聳える。
交差点南西側には三越新宿店があったが、新宿三越アルコット店への転換を経て2012年に83年の歴史に幕を下ろし、ビックカメラとユニクロの合同店舗であるビックロがオープンした。
新宿を代表する老舗として、通りの北側には紀伊國屋書店本店（1927年（昭和2年）創業）、南側には果物店・フルーツパーラーの新宿高野（1885年（明治18年）創業）と、レストラン新宿中村屋（1909年（明治42年）新宿開店）がある。新宿駅東口交差点を過ぎたところに新宿アルタがあるが、この場所には1978年（昭和53年）まで、食品専門の百貨店「二幸」があった。第二次大戦直後には三越の西隣から新宿中村屋あたりまで闇市の新宿マーケットがあった。
左手に新宿駅東口の駅ビルであるルミネエスト新宿を見ながら新宿通りは北に向きを変え、終点の新宿大ガード東交差点に至る。交差点正面には西武新宿駅ビルがあり、西武新宿線西武新宿駅、PePe西武新宿、新宿プリンスホテルが入っている。新宿大ガード東交差点を東に進むと靖国通り、西に進み新宿大ガードをくぐると現在の青梅街道である。

## 通過する自治体
- 東京都
  - 千代田区
  - 新宿区

## 交差する主な道路
- 内堀通り（国道20号・東京都道401号麹町竹平線） : 半蔵門交差点
- 外堀通り（東京都道405号外濠環状線） : 四谷見附交差点
- 外苑東通り（東京都道319号環状三号線） : 四谷三丁目交差点
- 甲州街道（国道20号） : 四谷四丁目交差点
- 外苑西通り（東京都道418号北品川四谷線（東京都道430号新宿停車場前線重用）） : 四谷四丁目交差点
- 御苑大通り[34]（東京都道305号芝新宿王子線） : 新宿二丁目交差点
- 明治通り（東京都道4号東京所沢線（東京都道5号新宿青梅線重用）・東京都道305号芝新宿王子線） : 新宿三丁目交差点
- 靖国通り（東京都道4号東京所沢線（東京都道5号新宿青梅線・東京都道430号新宿停車場前線重用）） : 新宿大ガード東交差点
- 青梅街道（東京都道4号東京所沢線（東京都道5号新宿青梅線重用） : 新宿大ガード東交差点

## 近接する鉄道駅
- 半蔵門駅（東京メトロ半蔵門線）
- 麹町駅（東京メトロ有楽町線）
- 四ツ谷駅（JR線・東京メトロ丸ノ内線・東京メトロ南北線）
- 四谷三丁目駅（東京メトロ丸ノ内線）
- 新宿御苑前駅（東京メトロ丸ノ内線）
- 新宿三丁目駅（東京メトロ丸ノ内線・東京メトロ副都心線・都営新宿線）
- 新宿駅（JR線・小田急線・京王線・京王新線・東京メトロ丸ノ内線・都営新宿線・都営大江戸線）